# Voisthaler Hütte
Die Voisthaler Hütte, auch Voisthalerhütte, ist eine Schutzhütte der Ortsgruppe Voisthaler der Sektion Austria des ÖAV. Eröffnet am 10. Juli 1898, liegt sie im Hochtal der Oberen Dullwitz der Hochschwabgruppe (Steiermark). Sie liegt am Nordalpenweg und Nord-Süd-Weitwanderweg.

## Geschichte
Erbaut hatte sie die „Alpine Gesellschaft d'Voisthaler“, später eine Sektion des Österreichischen Alpenvereins (ÖAV), die im Jahr 2018 als Ortsgruppe Voisthaler zusammen mit den von ihr betreuten Hütten (Voisthaler Hütte, Sonnschienhütte und Fleischer-Biwak nahe dem Hochschwabgipfel) in die Sektion Austria des ÖAV eingegliedert wurde. Im Lauf der Jahre hatte die Hütte, die noch immer den allerersten Blockbau enthielt, zahlreiche Zu- und Umbauten erhalten.
Eine Sanierung aufgrund behördlicher Auflagen wurde mit Kosten von 1,4 Millionen Euro geschätzt, man entschied sich im Jahr 2017 für einen Neubau, der mit 1,6 Millionen Euro veranschlagt wurde.

### Neubau
Nachdem die Behörde Umbauten in der Küche und den Lebensmittellagern einforderte, wurde nach einer Überprüfung im Mai 2017 seitens der Voisthaler mit der Sektion Austria ein Neubau beschlossen. Der Hüttenwirt Thomas Panhölzl beendete nach sechs Jahren seine Tätigkeit. Ihm folgten mit der Sommersaison 2019 Lieselotte Schleicher und Maja Ludwig als neues Hüttenwirtinnen-Duo nach. Wie schon bei der inzwischen vollendeten Seethalerhütte auf der Dachsteinwarte wurde ein Architektenwettbewerb ausgeschrieben (Juryvorsitz: Doris Hallama), an dem neun Architekturbüros teilnahmen.
Der erste Preis wurde der Grazer „Dietger Wissounig Architekten ZT GmbH“ zuerkannt, danach folgte die Beantragung im Gesamtverein und die Ausarbeitung der Einreichpläne für die Baubewilligung. Zwischenzeitig kam es zu einer Uneinigkeit der Grundbesitzer, wodurch die Sanierung der alten Hütte doch noch überlegt wurde.
Der preisgekrönte Entwurf erfüllt nach dem Urteil der Jury den Anforderungskatalog am besten. Ein einfacher, quaderförmiger Baukörper mit einem wenig geneigten, südorientierten Pultdach ist so positioniert, dass die Materialseilbahn für die Versorgung arbeitssparend direkt im Kellergeschoß der Hütte endet. Das Gelände wird ohne viel Abtragungs- und Aufschüttungsarbeiten von zwei Kellergeschoßen für Technik- und Lagerräume und drei Stockwerken (Küche und Gasträume für 70 Personen, Zimmer für Pächter und Personal, Schlafräume mit Zimmern von zwei bis sechs Betten, kein Großraummatratzenlager) ausgenützt. Die Fassaden bestehen aus sägerauen Lärchenholzbrettern, deren Verwitterung das Wirken von Wetter und Umwelteinflüssen wiedergeben soll. Ein Winterraum ist nicht vorgesehen, der Windfang des Eingangs dient bei geschlossener Hütte als Notraum.
Technisch ist die Hütte nach dem heutigen Stand einer energie- und ressourcensparenden Technik konzipiert. Photovoltaikpaneele auf dem Pultdach sind Teil einer bivalenten Stromversorgung aus Solarstrom, Pufferbatterien und einem rapsbeheizte Blockheizkraftwerk für längere Schlechtwetterperioden. Ein trivalentes Wärmeerzeugungssystem speist eine Pumpenwarmwasserheizung, nutzt die Abwärme der Stromerzeugung und Wärmeaustauscher am Küchenherd und Rauchrohr mit einem Pufferspeicher; die Warmwasserleitungen sind als Zirkulationssystem ausgelegt; eine Biokläranlage für das Küchen- und Sanitärabwasser gehört zum Standard. Sonnenterrassen und eine überdachte Boulderwand an der Hütte sollen Wanderern und Kletterern auch im Freien ein anziehendes Ambiente bieten. Die Projektkosten sind mit 1,6 Mio. Euro nur relativ wenig höher als die Sanierung der alten Hütte gekostet hätte (1,4 Mio.). Um das Projekt zu finanzieren, wurde eine Spendenaktion gestartet. Mittlerweile steht der von der Visualisierung leicht abweichende Rohbau.
Der Neubau ist seit September 2021 in Betrieb, die alte Hütte wurde daraufhin abgetragen.
2022 wurde die Hütte mit dem Umweltgütesiegel für Alpenvereinshütten ausgezeichnet.
2023 erhielt das Haus den Holzbaupreis Steiermark.
2024 wurde die Küche rund um das Hütten-Team von Lisi Schleicher und Maja Ludwig mit 92 Punkten von Falstaff ausgezeichnet.
Im Sommer 2024 trugen Unwetter dazu bei, dass die Hütte längere Zeit nicht mit Lebensmitteln versorgt werden konnte. Eine Kampagne der Hüttenwirtinnen stellte die Versorgung mit frischen Lebensmitteln sicher. Gäste brachten in Folge Obst und Gemüse aus ihrem eigenen Garten. Maja Ludwig und Lisi Schleicher waren über die darauf folgende Hilfsbereitschaft überaus dankbar.

## Zustiege
- Aflenzer Bürgeralm (1500 m), Gehzeit: 3½ Stunden
- Gasthaus Bodenbauer (884 m), Gehzeit: 4 Stunden (über Trawiessattel)
- Gasthaus Schwabenbartl (814 m), Gehzeit: 2¾ Stunden (bei Schneelage ist der Ochsensteig nicht begehbar; Umweg über Reitsteig ist ca. 1 Stunde länger)
- Seewiesen (950 m), Gehzeit: 2½ Stunden

## Touren
- Hochschwab (2277 m), Gehzeit: 2¼ Stunden
- Hutkogel (2035 m), Gehzeit: 1 Stunde
- Karlhochkogel (2096 m), Gehzeit: 1½ Stunden (ab Trawiessattel unmarkiert, nur bei klarem Wetter begehbar)
- Mitteralm (1900 m), Gehzeit: 2 Stunden
- Ringkamp (2153 m), Gehzeit: 2½ Stunden
- Wetterkogel (2055 m), Gehzeit: 1 Stunde

## Übergang zu anderen Hütten
- Fölzalm (1480 m), Gehzeit 1 Stunde
- Fleischer-Biwak (2153 m), Gehzeit: 3 Stunden
- Schiestlhaus (2153 m), Gehzeit: 2 Stunden
- Sonnschienhütte (1526 m), Gehzeit: 6 Stunden